# دهستان پشتکوه (فیروزکوه)
دهستان پشتکوه (فیروزکوه) دهستانی در بخش مرکزی شهرستان فیروزکوه، استان تهران در ایران است. براساس سرشماری مرکز آمار ایران در سال ۱۳۸۵، جمعیت آن ۴۵۶۰ نفر (۱۱۷۴ خانوار) بوده‌است.